# Бласко Ибаньес, Висенте
Висе́нте Бла́ско Иба́ньес (исп. Vicente Blasco Ibáñez; 29 января 1867, Валенсия — 28 января 1928, Ментона) — один из крупнейших испанских писателей XX века. Выдающийся социальный романист, младший представитель плеяды писателей-реалистов второй половины XIX века. Именно Бласко Ибаньес наиболее ярко воплощал в своём творчестве принцип демократической критики действительности. Был одним из представителей «поколения 98 года».

## Биография
Висенте Бласко Ибаньес родился в семье коммерсанта. По окончании гимназии он по желанию родителей поступил на юридический факультет. Однако, покинув родной город и поселившись в Мадриде, он посвятил себя журналистике и литературе. Некоторое время работал секретарём у испанского писателя Мануэля Фернандес-и-Гонсалеса.
В те же годы Ибаньес возглавил республиканское движение в Валенсии.
В 1889 году, после раскрытия одного из военных заговоров против монархии, в котором Бласко Ибаньес играл руководящую роль, он вынужден был бежать во Францию. Вернувшись на родину только полтора года спустя, он принимается за издание в Валенсии республиканской газеты Эль Пуэбло.
«Начиная с 1891 года, моя жизнь была полна всяких событий: нередко я участвовал в рискованных заговорах и пропагандистских выездах, митингах и судебных процессах. А сколько раз налагали запрет на мою газету, подсчитать невозможно. Большую часть времени — дни, недели, месяцы — я провел в тюрьме. Могу уверенно сказать, что треть этого героического этапа моей жизни я либо находился в тюрьме, либо вынужден был бежать за границу. Меня арестовывали почти тридцать раз».
В 1895 году Бласко Ибаньес выступил против правительства, которое взялось подавить вспыхнувшее восстание на Кубе. Военные отдали приказ об его аресте, но писателю удалось скрыться, а затем бежать в Италию. Через несколько месяцев он вернулся в Испанию, но был арестован и по приговору трибунала брошен в тюрьму. Только избрание в парламент депутатом от Валенсии в 1898 году принесло Бласко Ибаньесу свободу.
Первые литературные опыты относятся ещё к концу восьмидесятых годов. Бласко Ибаньес публикует в это время исторический роман «Граф Гарси-Фернандес», обрабатывает старинные легенды и исторические предания родной Валенсии, пишет многотомный роман-фельетон «Черная паутина». Это были ещё незрелые произведения, в которых молодой писатель только начинает вырабатывать свою особую творческую манеру. В 1894—1902 годах вышла в свет серия его романов и рассказов, в которых писатель раскрывает различные стороны быта и жизни Валенсии и её окрестностей. Даже исторический роман Бласко Ибаньеса «Куртизанка Сонника» посвящён далекому прошлому родного края. В романах «Майский цветок», «Хутор», «Ил и тростник», а также во многих рассказах из сборников «Валенсианские рассказы» жизнь людей труда становится центральным объектом изображения. При этом Бласко Ибаньес отказывается от филантропического сочувствия беднякам.
Постепенно Бласко Ибаньес разочаровывается в целесообразности и полезности политической деятельности, которой занимался почти двадцать лет. В 1909 году он складывает свои депутатские полномочия . Вскоре после этого писатель покидает Испанию, отправившись за океан. Но ещё до этого он создает несколько романов, которые обычно выделяют в цикл философско-психологических произведений. Это — романы «Нагая маха», «Кровь и песок», «Мёртвые повелевают» и повесть «Луна Бенамор». Из этих произведений видно, как сильно пошатнулась вера писателя в силы народа, в его способность преобразовать мир. В этих произведениях в центре внимания писателя стоит трагическое столкновение между одинокой и одаренной личностью и враждебным ей обществом.
В 1909 году Бласко Ибаньес приезжает в Буэнос-Айрес. Девять месяцев он разъезжает по Аргентине, Парагваю и Чили, и принимает решение обосноваться за океаном. Он много путешествует по Южной Америке, живёт как простой гаучо (скотовод), а позднее в Патагонии, на юге Аргентины, основывает колонию «Сервантес», где пытается вести образцовое хозяйство на кооперативных началах, но противостоять крупным банкам, развернувшим как раз в то время широкую кампанию по захвату и освоению южных земель, Ибаньес не смог, несмотря на свою огромную энергию. Но в литературном плане пребывание в Южной Америке не прошло бесследно. Он написал публицистическую книгу «Аргентина и её достопримечательности» и повесть «Аргонавты». Был задуман целый цикл южноамериканских повестей, но разразилась первая мировая война.
С первых же её дней писатель, в то время живший во Франции, занял сторону Антанты. Он изо дня в день публикует корреспонденции с фронта, позднее составившие многотомную «Историю европейской войны». Его проантантовские настроения отразились в романах: «Четыре всадника Апокалипсиса», «Наше море» и «Враги женщин».

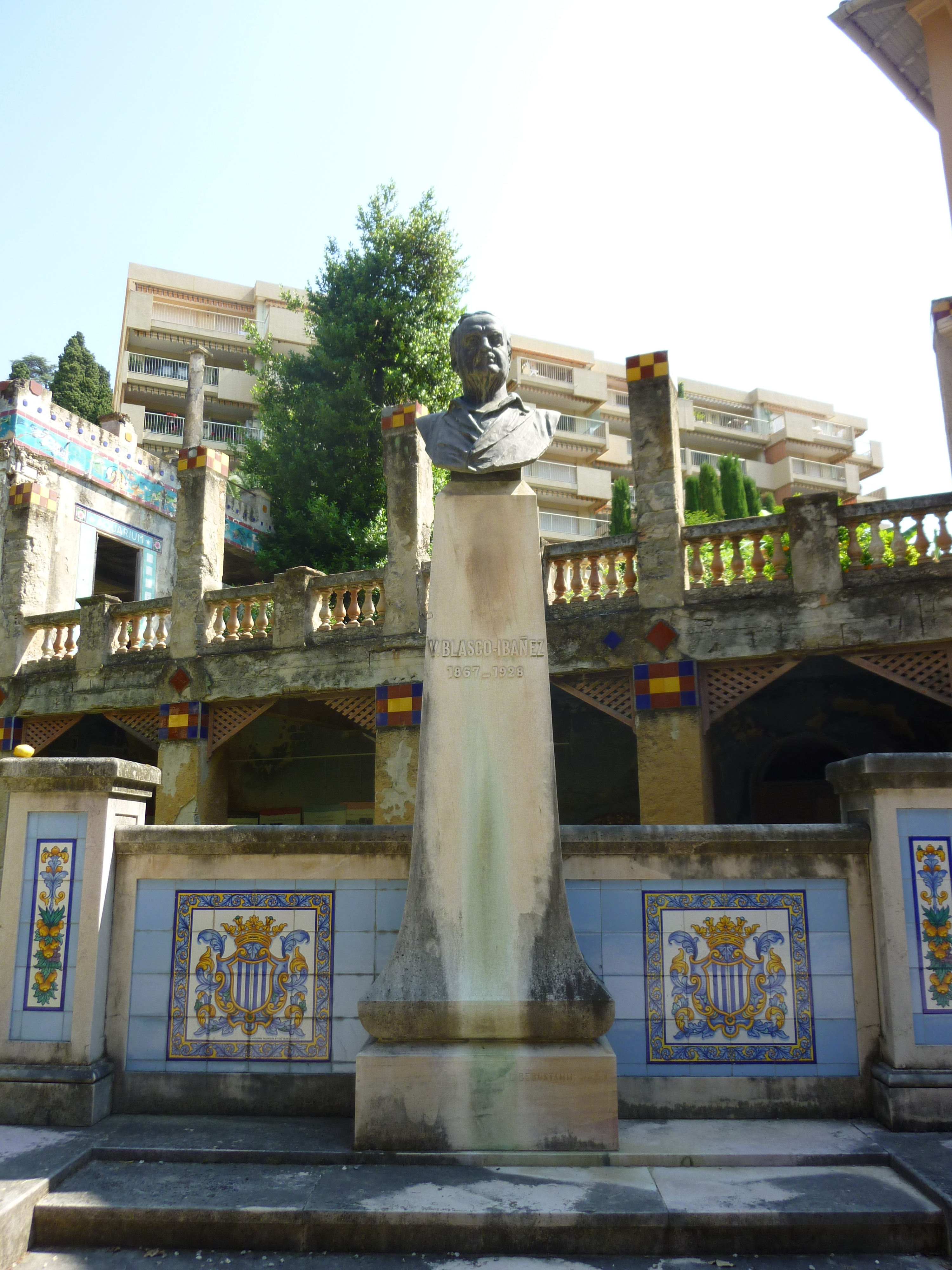
Памятник Бласко Ибаньесу возле его дома в Ментоне

Ибаньес поддержал Октябрьскую революцию с первых её дней, хотя его отталкивала провозглашенная «железная диктатура пролетариата». Об этом он написал в новеллах «Старик с Английского бульвара» и «Пожирательница», хотя русская эмиграция на Западе изображается им с иронией и безо всякого сочувствия.
После установления в Испании диктатуры Примо де Риверы, против которой писатель решительно выступил, ему пришлось снова покинуть Испанию, куда он вернулся после окончания мировой войны, и эмигрировать во Францию.
В последнее десятилетие жизни писатель создал более десяти романов, среди которых можно выделить «В поисках Великого Хана», роман, в котором Бласко Ибаньес обращается к образу Христофора Колумба и к истории его первого путешествия через океан. Помимо романов, писатель на протяжении своей долгой творческой деятельности писал также и рассказы. В этих миниатюрах он делает зарисовки, дающие представление о противоречиях жизни, о её нелепостях и жестокости. Некоторые из этих рассказов представляют собой как бы первоначальные наброски, эскизы будущих романов. Есть среди них и вполне самостоятельные миниатюры.
Умер Бласко Ибаньес 28 января 1928 года, во Франции, в изгнании, за день до того, как ему исполнялся 61 год, от последствий тяжелого воспаления легких.

### Бытовые романы
- «Arroz y tartana» (Бесшабашная жизнь, 1894).
- «La barraca» (Хутор, 1898).

Действие романа происходит в валенсийской деревне. В нём изображаются отношения между помещиком, который к тому же занимается ростовщичеством, и его арендаторами.
- «Entre Naranjos» (В апельсиновых садах, 1900).

В центре книги — отношения молодого адвоката и политического деятеля Рафаэля Брулля, члена влиятельной семьи города, и знаменитой певицы Леоноры. Как и в других книгах, Бласко Ибаньес описывает несколько поколений семьи Бруллей — деда, отца, сына.
Дед, дон Хайме, бывший мелким чиновником, поднялся по служебной лестнице и разбогател при помощи ростовщичества. Сын его — дон Рамон — деспот и женолюб. Семья их — консервативная и религиозная, пользуется особым уважением в городе.
Ей противопоставлен независимый интеллигент, врач и музыкант, республиканец по убеждениям, доктор Морено. Его дочь Леонора, артистка и увлекательная, внутренне свободная, артистичная и богатая чувствами женщина, привлекает и чарует душевно заскорузлого, но искренне увлеченного ею Рафаэля. Любовь к Леоноре — высший взлет его человеческой натуры. Против этой любви ополчается прежде всего хранительница устоев и престижа семьи, мать Рафаэля.
- «Cañas y barro» (Тростник и ил, 1902).

Сам Бласко Ибаньес считал этот роман своим лучшим произведением. В романе изображена жизнь трех поколений рыбаков на берегу озера Альбуфера.
Дед Палома, один из старейших рыбаков поселка, носитель рыбацких традиций и защитник чести семьи — тип удалого и искусного рыболова. Его сын Тоно — порядочный и трудолюбивый человек, бросает профессию своего отца и начинает обрабатывать землю. Наконец, сын Тоно, Тонет — бездельник, неспособный ни к какому труду и проводящий время в тавернах и гулянках.

### Социальные романы

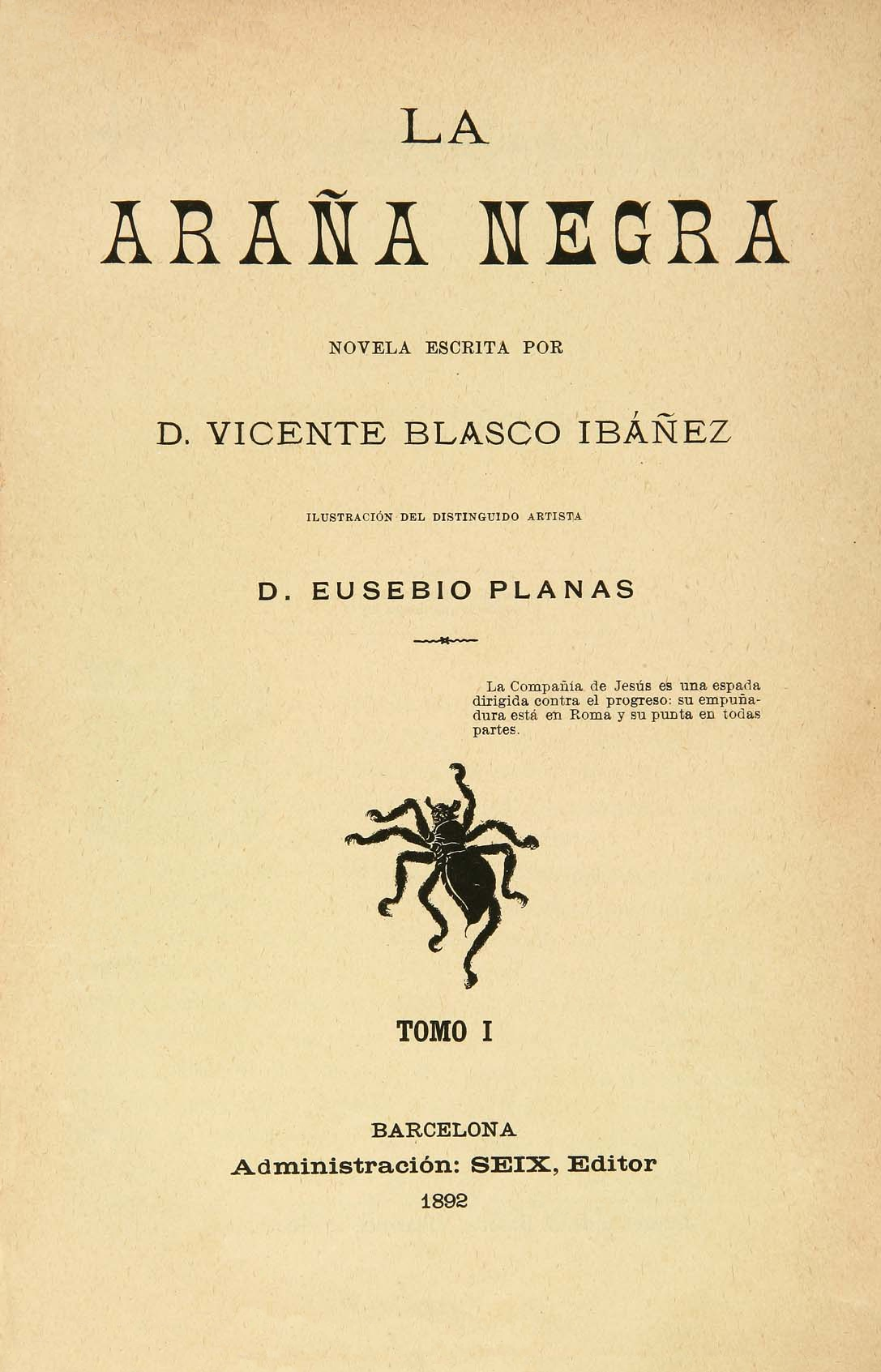
La araña negra (1892).

- «La araña negra» (Чёрный паук, 1892).
- «La catedral» (Толедский собор, 1903).
- «El intruso» (Отцы иезуиты, 1904).
- «La bodega» (Винный склад, 1905).
- «La horda» (Дикая орда,1906).

### Психологические романы
- «La maja desnuda» (Маха обнажённая, 1906).
- «Sangre y arena» (Кровь и песок, 1908).
- «Los muertos mandan» (Мертвые повелевают).
- «Luna Benamor».

### Исторические романы

#### Средние века
- «El papa del mar» (Его морское Святейшество, 1925). Роман посвящён истории антипапы Бенедикта XIII.
- «En busca del Gran Khan» (В поисках Великого Хана, 1929). Роман, посвящённый первому путешествию Колумба и открытию Америки.
- «El caballero de la Virgen» (Рыцарь Девы, 1929). Роман эпохи конкистадоров, главный герой — Алонсо де Охеда.

#### Первая мировая война
- «Los cuatro jinetes de Apocalipsis» (Четыре всадника Апокалипсиса, 1916).
- «Mare nostrum» (Наше море, 1918).

#### «Куртизанка Сонника»
Особое место среди произведений валенсианской серии занимает роман «Куртизанка Сонника» (Sonnica la Cortesana, 1900). Это исторический роман, в котором Бласко Ибаньес делает попытку воскресить далекое прошлое.
Действие романа происходит во время Второй Пунической войны. Карфагенский полководец Ганнибал осаждает город Сагунт. Он воплощает в романе грубую и варварскую силу, разрушающую красоту и радость жизни. Героиня романа, греческая куртизанка Сонника и её возлюбленный грек Актеон, сторонники философии наслаждения, поклонники красоты.
Греческая колония Сагунт — символ античной культуры, радостной и изящной. Её жители предпочитают сжечь и себя, и своё достояние тому, чтобы оказаться в руках врага.
Бласко Ибаньес стремится противопоставить грязи и жестокости, варварству и несправедливости красоту и наслаждение. Эта мысль выступает уже в романе «Под апельсинами». В подобном восприятии красоты, как спасения от дисгармонии жизни проявился эстетизм, характерный для модернистской литературы XX века.

## Экранизации романов

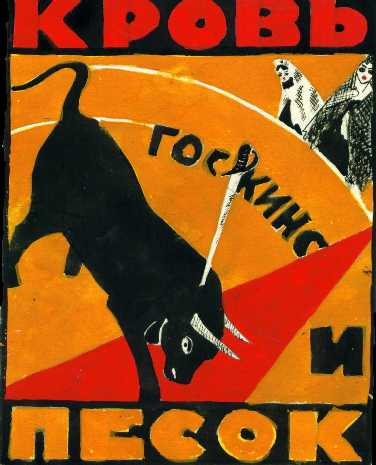
Афиша к фильму «Кровь и песок», 1922, дизайн Елизаветы Дорфман

- Кровь и песок (1917) — режиссёры Рикардо де Баньос и Висенте Бласко Ибаньес (он же — сценарист)
- Четыре всадника Апокалипсиса (1921), режиссёр Рэкс Ингрэм, в ролях: Рудольф Валентино и Элис Терри
- Кровь и песок (1922) — немой фильм 1922 года, режиссёр Фред Нибло
- Враги женщин (1923) — в ролях Альма Рубенс и Лайонел Берримор
- Соблазнительница (1926), режиссёр Фред Нибло, в ролях: Грета Гарбо, Антонио Морено, Лайонел Берримор
- Поток, по роману В апельсиновых садах (1926) — в ролях Грета Гарбо и Рикардо Кортес
- Кровь и песок (1941) — режиссёр Рубен Мамулян, в ролях Тайрон Пауэр, Линда Дарнелл, Рита Хейворт, Алла Назимова, Энтони Куинн
- Проклятый хутор (1945) — режиссёр Роберто Гавальдон
- Mare nostrum (1948) — в ролях: Мария Феликс, Фернандо Рей
- Майский цветок (1959) — режиссёр Роберто Гавальдон, в ролях Мария Феликс, Джек Пэлэнс, Педро Армендарис
- Четыре всадника Апокалипсиса (1962) — режиссёр Винсент Минелли, в ролях Гленн Форд, Ингрид Тулин, Шарль Буайе
- Тростник и ил (в русской версии Жизнь без конца) (1978) — режиссер Рафаэль Ромеро Марчент, в ролях Виктория Вера, Луис Суарес, Альфредо Майо, Мануэль Техада
- Кровь и песок (1989), режиссёр Хавьер Элоррьета, в ролях: Кристофер Райделл и Шэрон Стоун
- В апельсиновых садах (1998), трёхсерийный телевизионный фильм испанского режиссёра Хосефины Молины
- Бесшабашная жизнь (2003) — сериал с Кармен Маура

Тростник и ил (детоубийцы) сериал Испания. В СССР шел по ТВ в 1990.